# Liste der Kellergassen in Großengersdorf
Die Liste der Kellergassen in Großengersdorf führt die Kellergassen in der niederösterreichischen Gemeinde Großengersdorf an.
| Foto |                 | Kellergasse            | Standort                    | Beschreibung |
| ---- | --------------- | ---------------------- | --------------------------- | --- |
| ja   | Datei hochladen | Kellergasse, Stallberg | KG: Großengersdorf Standort | Das Kellergassensystem am nordwestlichen Ortsrand besteht aus Kellern in drei etwa in Nord-Süd-Richtung verlaufenden Gräben (im westlichen und im mittleren Graben befinden sich die Keller beidseitig; im östlichen einseitig) und einigen dazwischen in Hanglage befindlichen Kellern. Das Kellergassensystem hat die Form eines nach Norden spitz zulaufenden Dreiecks mit einer O-W-Ausdehnung von 300 Metern und einer N-S-Ausdehnung von 450 Metern. Schmidbaur zählte auf einer Weglänge von 1500 Metern 145 Gebäude, davon 29 Um- oder Neubauten, davon wiederum die Hälfte mit Wohnnutzung. Drei Fünftel der Keller sind traufständig, der Rest giebelständig oder in Schildmauerform. Mehr als ein Drittel der Keller ist erneuerungsbedürftig oder verfallen. Die älteste Datierung ist von 1835. |
| ja   | Datei hochladen | Satzgraben             | KG: Großengersdorf Standort | Der Satzgraben ist eine 1100 Meter lange einseitige Kellergasse an einer Geländekante im nördlichen zweiten Hintaus. Schmidbaur fasste ihn mit einigen östlich davon (südlich und nördlich der Bockfließer Straße) befindlichen Kellern zu einem Kellergassensystem zusammen und zählte so auf insgesamt 1300 Metern Länge 121 Gebäude, davon 28 Um- oder Neubauten. Die Keller sind überwiegend traufständig; mehr als ein Drittel ist erneuerungsbedürftig oder verfallen. Die älteste Datierung ist von 1856. |

| Foto:                    | Fotografie der Kellergasse (Gesamtheit). Klicken des Fotos erzeugt eine vergrößerte Ansicht. Daneben finden sich zwei Symbole: \| Weitere Bilder vorhanden \| Das Symbol bedeutet, dass weitere Fotos des Objekts verfügbar sind. Durch Klicken des Symbols werden sie angezeigt. \| \| Eigenes Foto hochladen \| Durch Klicken des Symbols können weitere Fotos des Objekts in das Medienarchiv Wikimedia Commons hochgeladen werden. \| |
| Name:                    | Bezeichnung der Kellergasse |
| Standort:                | Es ist die Katastralgemeinde (KG) angegeben. Durch Aufruf des Links Standort wird die Lage der Kellergasse in verschiedenen Kartenprojekten angezeigt. |
| Beschreibung             | Kurze Beschreibung der Kellergasse |
| Weitere Bilder vorhanden | Das Symbol bedeutet, dass weitere Fotos des Objekts verfügbar sind. Durch Klicken des Symbols werden sie angezeigt. |
| Eigenes Foto hochladen   | Durch Klicken des Symbols können weitere Fotos des Objekts in das Medienarchiv Wikimedia Commons hochgeladen werden. |